# Upplands Väsby (plaats)
Upplands Väsby is een plaats in de gemeente Upplands Väsby in het landschap Uppland en de provincie Stockholms län in Zweden. De plaats heeft 37.932 inwoners (2005) en een oppervlakte van 7537 hectare.
Upplands Väsby is de plaats van waaruit in 1978 de rockband Europe is opgericht.

## Verkeer en vervoer
Bij de plaats lopen de Europese weg 4 en Länsväg 268.
De plaats heeft een station aan de spoorlijn Stockholm - Sundsvall.

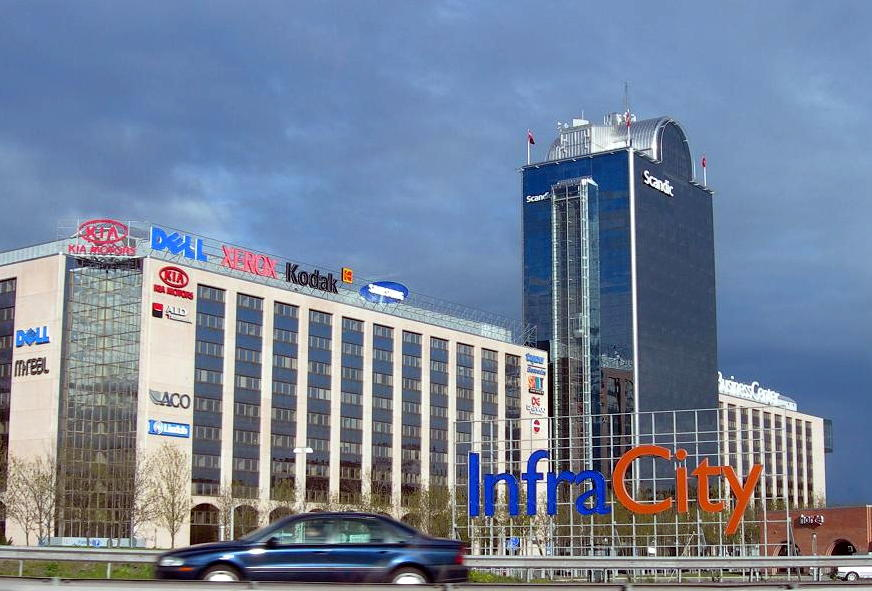
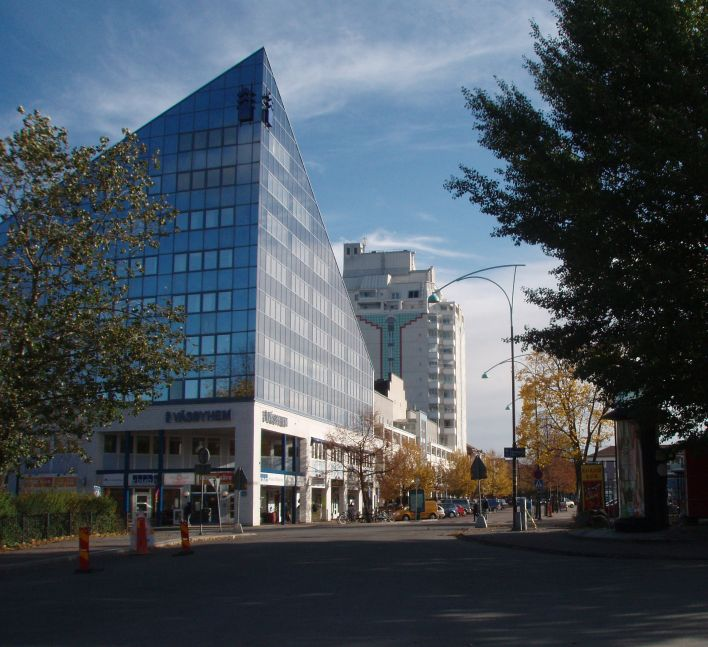
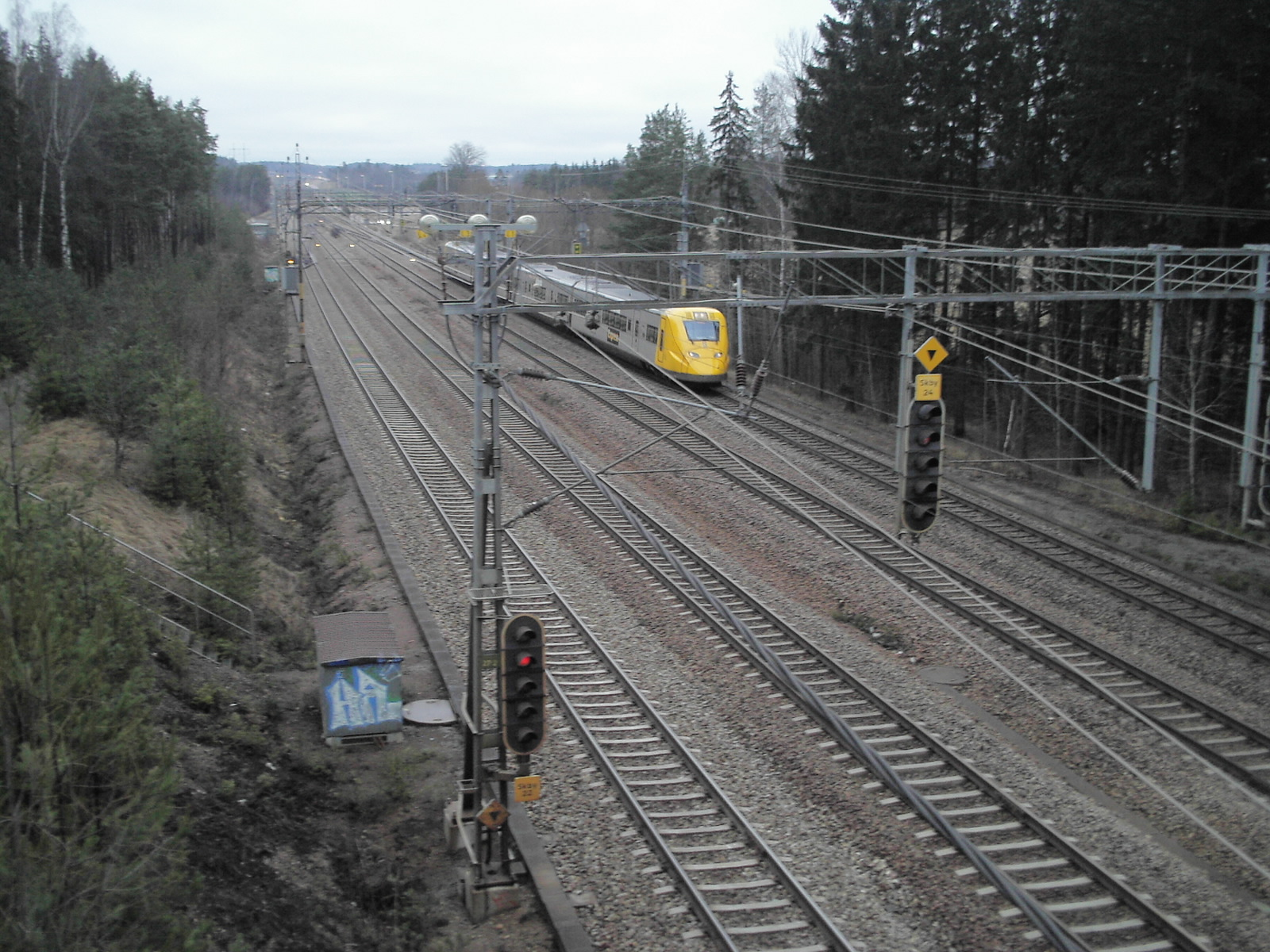
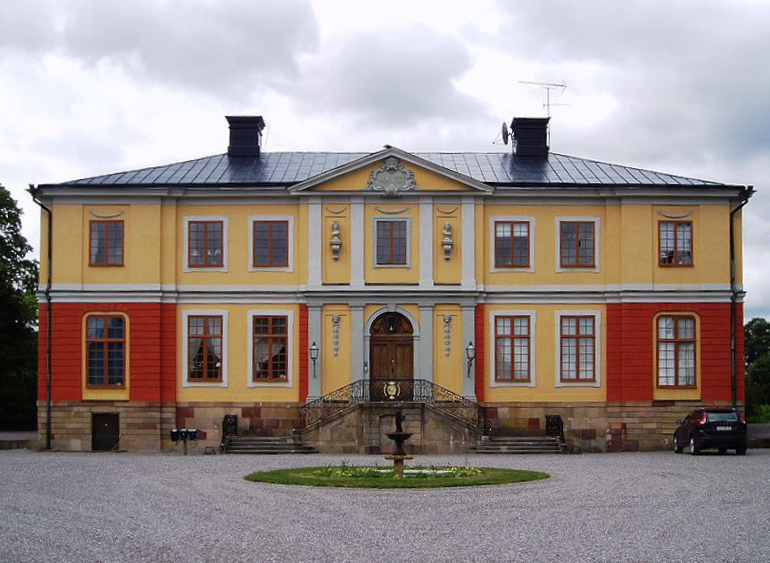
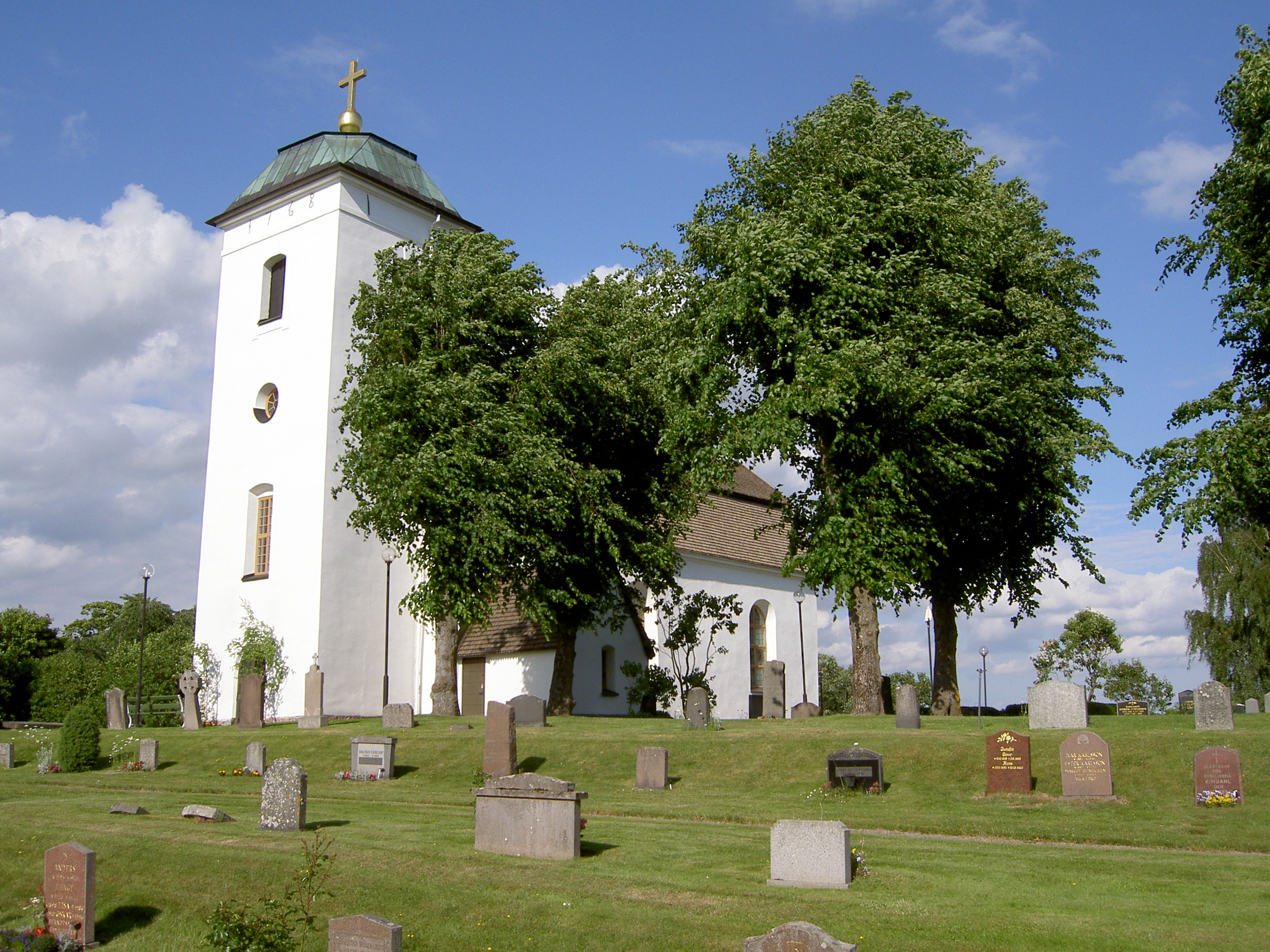

## Geboren
- Julia Zigiotti Olme (1997), voetbalster